# Côte-Ste-Catherine (metrostation)
Côte-Ste-Catherine (Côte-Sainte-Catherine) is een metrostation in het stadsdeel Côte-des-Neiges–Notre-Dame-de-Grâce van de Canadese stad Montréal. Het station werd geopend op 4 januari 1982 en wordt bediend door de oranje lijn van de metro van Montréal.